# Même heure, l'année prochaine (film, 1994)
Pour les articles homonymes, voir Même heure, l'année prochaine.
Pour plus de détails, voir Fiche technique et Distribution.
Même heure, l'année prochaine (Tutti gli anni una volta l'anno) est un film italien réalisé par Gianfrancesco Lazotti, sorti en 1994.

## Fiche technique
- Titre : Même heure, l'année prochaine
- Titre original : Tutti gli anni una volta l'anno
- Réalisation : Gianfrancesco Lazotti
- Scénario : Gianfrancesco Lazotti, Cecilia Calvi et Paola Scola
- Photographie : Sebastiano Celeste
- Montage : Carlo Fontana
- Musique : Giovanni Venosta
- Pays d'origine : Italie
- Genre : comédie
- Date de sortie : 1994

## Distribution
- Giorgio Albertazzi : Lorenzo
- Paolo Bonacelli : Romano
- Lando Buzzanca : Mario
- Carla Cassola : Annamaria
- Paolo Ferrari : Francesco
- Vittorio Gassman : Giuseppe
- Alexandra La Capria : Giulia
- Paola Pitagora : Ginerva
- Giovanna Ralli : Laura
- Jean Rochefort : Raffaele
- Mariangela Giordano
- Dino Cassio
- Massimiliano Pazzaglia